# Бондаренко Борис Іванович
Бондаренко Борис Іванович (нар. 24 червня 1938, м. Запоріжжя — 29 грудня 2020) — Академік НАН України.

## Життєпис
У 1960 закінчив Київський політехнічний ін-т. З 1961—1999 — інженер, старший інженер, молодший науковий співробітник, старший науковий співробітник, зав. лабораторії, зав. відділу газотермічних процесів.
З 1999 — заступник директора з наукової роботи. 2003 — директор Інституту газу НАН України. З 1992 — член-кореспондент НАН України. Сфера наукових досліджень — вивчення фізико-хімічної взаємодії матеріалів та їх оксидів із складниками газової системи.
Під керівництвом Бондаренко було розроблено новий клас газощільних конвеєрних печей термохімічного оброблення матеріалів. Голова комісії НАН України з науково-технічної співпраці з Індією.

## Нагороди
- Лауреат премії НАН України ім. М. Доброхотова (2004)[2].
- Державна премія України в галузі науки і техніки (2007)[3].
- Лауреат премії НАН України імені В. І. Толубинського (2017)[4].